# Bezirk Garkalne
Der Bezirk Garkalne (Garkalnes novads) war ein Bezirk im Zentrum Lettlands in der historischen Landschaft Vidzeme, der von 2006 bis 2021 existierte. Bei der Verwaltungsreform 2021 wurde der Bezirk aufgelöst, sein Gebiet gehört seitdem zum neuen Bezirk Ropaži.

## Geographie
Der Bezirk lag nordöstlich von Riga und östlich des Sees Baltezers. Die Pleskauer Chaussee und die Bahnlinie Riga–Valga verlaufen parallel in nordöstlicher Richtung durch das Gebiet. Geprägt ist das Gebiet durch ausgedehnte Kiefernwälder.

## Bevölkerung
Der Bezirk bestand nur aus der Gemeinde (pagasts) Garkalne, das Verwaltungszentrum lag im Rigaer Vorort Berģi. 7227 Einwohner lebten 2010 im Bezirk, 2020 waren es 8923.

## Nachweise
1. ↑  Vides aizsardzības un reģionālās attīstības ministrija (Ministerium für Naturschutz und Regionalentwicklung), Karten und Auflistung der Verwaltungseinheiten, abgerufen am 30. Juli 2021
2. ↑  Centrālā statistikas pārvalde (Statistisches Amt der Republik Lettland): Demogrāfija 2020. Riga 2020, ISBN 978-9984-06-551-9, S. 14 (Stand: 1. Januar 2020).